# Diskografie Dido
Toto je diskografie anglické zpěvačky Dido, která dosud (2009) vydala tři studiová alba, jedno Extended Play, sedmnáct singlů, jedno videoalbum a natočila dvacet videoklipů. Debutovala v roce 1995 s trip hopovou skupinou Faithless. Roku 1997 začala psát vlastní písně a ve Spojených státech podepsala smlouvu s labelem Arista Records.
Její první sólová deska s názvem No Angel byla vydána v roce 1999. Následující rok nasamplovala svou píseň Thank You se skladbou rapera Eminema Stan. Tento sample dosáhl první příčky hitparády ve Spojeném království a byl oceněn platinovou deskou. Úspěch zajistil širokou popularitu a publicitu její první vlastní desce No Angel, která vyšla v červnu 1999. No Angel je album kombinující pop, rock a elektronickou hudbu. Ve Spojeném království dosáhlo na první příčku hitparád a získalo devět platinových desek. Ve Spojených státech vystoupalo na čtvrté místo a bylo oceněno čtyřmi platinovými deskami. Do současnosti (2009) Dido celosvětově prodala více než 14 miliónů kopií tohoto alba. Bylo z něj vytvořeno sedm singlů, z toho tři dosáhly TOP 20 hitparády ve Spojeném království. V roce 2002 album obdrželo ocenění BRIT Award za „Nejlepší britskou desku“.
Její druhé studiové album Life for Rent bylo vydáno v září 2003. Ve Spojeném království vystoupalo na první příčku hitparády a získalo sedm platinových desek. Ve Spojených státech pak dosáhlo čtvrtého místa a dvou platin. Album Life for Rent mělo prodejnost přes 12 miliónů kopií a vyšly z něho čtyři singly, které se umístily v TOP 40. V roce 2004 vyšel hlavní singl White Flag, který získal cenu BRIT Award za „Nejlepší britský singl“ a Ivor Novello Award za „Mezinárodní hit roku".
Safe Trip Home je třetím albem zpěvačky, vydané v listopadu 2008. Umístilo se na druhém místě britské hitparády a na třinácté příčce v USA. Od roku 1999 Dido prodala celosvětově více než 28 miliónů alb.

## Vydané nahrávky

### Studiová alba
| Rok  | Album | Nejvyšší pozice v hitparádě | Nejvyšší pozice v hitparádě | Nejvyšší pozice v hitparádě | Nejvyšší pozice v hitparádě | Nejvyšší pozice v hitparádě | Nejvyšší pozice v hitparádě | Nejvyšší pozice v hitparádě | Nejvyšší pozice v hitparádě | Nejvyšší pozice v hitparádě | Nejvyšší pozice v hitparádě | Certifikace |
| Rok  | Album | UK                          | AUS                         | AUT                         | KAN                         | FRA                         | GER                         | NED                         | NZ                          | SWE                         | USA                         | Certifikace |
| ---- | --- | --------------------------- | --------------------------- | --------------------------- | --------------------------- | --------------------------- | --------------------------- | --------------------------- | --------------------------- | --------------------------- | --------------------------- | --- |
| 1999 | No Angel - Vydáno: 1. června 1999 - Label: Arista (#74321-80268-2) - Formáty: CD, CD/DVD, digital download, CS, LP | 1                           | 1                           | 1                           | 4                           | 1                           | 2                           | 3                           | 1                           | 2                           | 4                           | - UK: 10× Platinum - AUS: 6× Platinum - KAN: 4× Platinum - EU: 5× Platinum - USA: 4× Platinum                  |
| 2003 | Life for Rent - Vydáno: 30. září 2003 - Label: Arista (#82876-50137-2) - Formáty: CD, digital download, LP         | 1                           | 1                           | 2                           | 2                           | 1                           | 1                           | 1                           | 1                           | 1                           | 4                           | - UK: 9× Platinum - AUS: 6× Platinum - CAN: 3× Platinum - EU: 5× Platinum - U. S.: 2× Platinum                 |
| 2008 | Safe Trip Home - Vydáno: 17. listopadu 2008 - Label: Arista (#88697-16297-2) - Formáty: CD, digital download       | 2                           | 6                           | 11                          | 9                           | 3                           | 3                           | 8                           | 6                           | 20                          | 13                          | - AUS: Zlatá deska - BEL: Zlatá deska - HUN: Zlatá deska - GER: Zlatá deska - POL: Zlatá deska - SWI: Platinum |

### Extended play
| Rok  | EP                                                                                   |
| ---- | ------------------------------------------------------------------------------------ |
| 2005 | Dido Live[A] - Vydáno: 21. června 2005 - Label: Sony BMG - Formáty: Digital download |

Poznámky
- A ^ vydáno exkluzivně na iTunes[33]

## Singly
| 2000                                                                          | Don't Think of Me     | —  | —   | —  | —  | —  | —  | —  | —  | — | 35 | No Angel       |
| 2001                                                                          | Here with Me          | 4  | 58  | —  | 4  | 16 | 24 | 3  | —  | — | 21 | No Angel       |
| 2001                                                                          | Thank You             | 3  | 1   | 1  | 3  | 1  | 2  | 1  | 3  | 1 | 1  | No Angel       |
| 2001                                                                          | Hunter                | 17 | 50  | —  | 45 | —  | 73 | 28 | —  | 9 | 16 | No Angel       |
| 2001                                                                          | All You Want          | 22 | —   | —  | —  | —  | —  | —  | —  | — | —  | No Angel       |
| 2001                                                                          | Take My Hand          | —  | —   | —  | —  | —  | —  | —  | —  | 1 | —  | No Angel       |
| 2002                                                                          | My Lover's Gone       | —  | —   | —  | —  | —  | —  | —  | —  | — | —  | No Angel       |
| 2003                                                                          | White Flag            | 2  | 1   | 1  | 5  | 1  | 5  | 9  | 18 | 6 | 4  | Life for Rent  |
| 2003                                                                          | Stoned                | —  | —   | —  | —  | —  | —  | —  | —  | 1 | —  | Life for Rent  |
| 2003                                                                          | Life for Rent         | 8  | 28  | 31 | 24 | 33 | 24 | 17 | 32 | 9 | 13 | Life for Rent  |
| 2004                                                                          | Don't Leave Home      | 25 | —   | 54 | —  | 67 | 38 | —  | —  | — | 22 | Life for Rent  |
| 2004                                                                          | Sand in My Shoes      | 29 | 37  | 67 | —  | 54 | 59 | —  | —  | 1 | 24 | Life for Rent  |
| 2006                                                                          | "Christmas Day"       | 68 | —   | —  | —  | —  | —  | —  | —  | — | —  | No Angel       |
| 2008                                                                          | Don't Believe in Love | 54 | 42  | 29 | 29 | —  | 83 | —  | —  | — | —  | Safe Trip Home |
| 2009                                                                          | Quiet Times           | —  | 124 | —  | —  | —  | —  | —  | —  | — | —  | Safe Trip Home |
| 2009                                                                          | It Comes and It Goes  | —  | —   | —  | —  | —  | —  | —  | —  | — | —  | Safe Trip Home |
| "—" pomlčka znamená, že skladba se v dané zemi neumístila nebo nebyla vydána. |                       |    |     |    |    |    |    |    |    |   |    |                |

### Jako host
| 2000                                                                          | Stan (Eminem feat. Dido)                          | 1 | 1  | 1  | 4 | 1  | 3  | 14 | 51 | — | — | The Marshall Mathers LP / No Angel |
| 2002                                                                          | One Step Too Far (Faithless feat. Dido)           | 6 | 21 | —  | — | 48 | 47 | —  | —  | 4 | — | Outrospective                      |
| 2003                                                                          | Feels Like Fire (Santana feat. Dido)              | — | —  | —  | — | —  | —  | 26 | —  | — | — | Shaman                             |
| 2004                                                                          | Do They Know It's Christmas? (se skupinou Aid 20) | 1 | 9  | 15 | — | 7  | 3  | 1  | —  | — | — | singl                              |
| "—" pomlčka znamená, že skladba se v dané zemi neumístila nebo nebyla vydána. |                                                   |   |    |    |   |    |    |    |    |   |   |                                    |

## Video alba
| Rok  | Video                                                                                                |
| ---- | --- |
| 2005 | Live at Brixton Academy - Vydáno: 13. června 2005 - Label: Sony BMG (#82876660189) - Formáty: DVD/CD |

## Videoklipy
| Rok  | Název                      | Režie                   |
| ---- | -------------------------- | ----------------------- |
| 2000 | Stan                       | Dr. Dre a Philip Atwell |
| 2001 | Here with Me (první verze) | Big TV!                 |
| 2001 | Here with Me (druhá verze) | Liz Friedlander         |
| 2001 | Thank You                  | David Meyers            |
| 2002 | One Step Too Far           | Liz Friedlander         |
| 2003 | White Flag                 | Joseph Kahn             |
| 2003 | Life for Rent              | Sophie Muller           |
| 2004 | Don't Leave Home           | Jake Nava               |
| 2004 | Sand in My Shoes           | Alex DeRackoff          |
| 2008 | Don't Believe in Love      | AlexandLiane            |

## Další nahrávky
Tyto skladby se neobjevily na albech Dido.
| Rok  | Píseň                        | Album/Singl                  | Poznámky            |
| ---- | ---------------------------- | ---------------------------- | ------------------- |
| 1996 | Flowerstand Man              | Reverence                    | Spolu s Faithless   |
| 1998 | Postcards                    | Sunday 8PM                   | Spolu s Faithless   |
| 1998 | Hem of His Garment           | Sunday 8PM                   | Spolu s Faithless   |
| 2000 | Stan                         | The Marshall Mathers LP      | Spolu s Eminemem    |
| 2001 | One Step Too Far             | Outrospective                | Spolu s Faithless   |
| 2002 | Feels Like Fire              | Shaman                       | Spolu se Santanou   |
| 2004 | Do They Know It's Christmas? | Do They Know It's Christmas? | Spolu s Band Aid 20 |
| 2006 | Last This Day                | To All New Arrivals          | Spolu s Faithless   |